# Playa de Corinto-Malvarrosa
La playa de Corinto-Malvarrosa está localizada al extremo norte del término municipal de Sagunto, en la comarca del Campo de Murviedro (Valencia, España).
Es una playa en la que se mezcla la arena fina, gruesa, cerrada por un cordón de dunas en las que crece abundante vegetación mediterránea. Se le ha concedido en repetidas ocasiones la bandera azul por la calidad del agua y de la arena.